# Jreshchatyk
Jreshchátyk (en ucraniano: Хрещатик, Jreshchátyk) es la calle principal de Kiev, Ucrania. Tiene una longitud de 1,2 km. Se extiende desde la plaza Europea (noreste) hasta la plaza Bessarabska (sudoeste), donde se sitúa el Mercado Besarabsky, pasando por la plaza de la Independencia. En la calle se sitúa el ayuntamiento de la ciudad y la administración de estado, la oficina central de correos, el Ministerio de Agricultura, el Comité Estatal de Televisión y Radio, los Grandes Almacenes Centrales (TsUM), el Mercado Besarabsky, la Ukrainian House, y otros.
Toda la calle fue destruida durante la Segunda Guerra Mundial por las tropas del Ejército Rojo en retirada y fue reconstruida en estilo neoclásico estalinista. Entre los edificios importantes que no destruyeron estaban la Duma de Kiev, la Bolsa de Kiev, Hotel Natsional, y Ginzburg House. La calle se ha renovado notablemente tras la independencia de Ucrania. Actualmente, la calle sigue siendo importante para la administración y las empresas de la ciudad, y es una atracción turística popular.
En 2010, Jreshchátyk era una de las veinte calles más caras de Europa.

## Historia
Se cree que el nombre Jreshchátyk derivó de la palabra eslava krest o jrest (cruz). Se sitúa en un valle cruzado por varios barrancos. Cuando se ve desde arriba, el valle se parece a una cruz. Un pequeño río, el Jreshchátyk, afluente del río Lýbid, discurre por el valle, y todavía discurre por debajo de gran parte de la calle.

### Imperio ruso

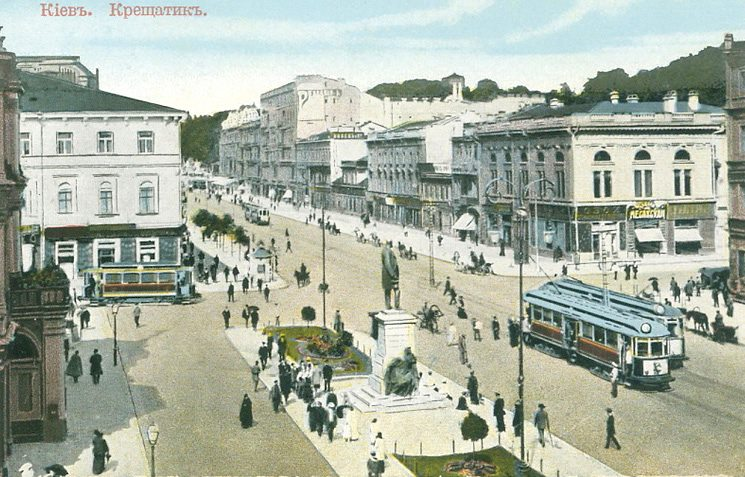
Jreshchátyk a finales del.

Durante mucho tiempo, Jreshchátyk permaneció como un barranco sin urbanizar entre varios barrios de Kiev: Podil (el barrio comercial), la Ciudad Alta (el barrio administrativo) y Pechersk (barrio alrededor de Monasterio de las Cuevas). 
El desarrollo de esta zona no comenzó hasta el siglo XIX. El barranco se rellenó y pronto comenzó una rápida urbanización. A mediados del siglo XIX, Jreshchátyk fue promovida como la calle principal de Kiev en un clima de rápido crecimiento de la ciudad durante la Revolución Industrial en la Rusia Imperial. Pronto la calle se convirtió en el centro de la vida comercial de Kiev, a la vez que la ciudad de Kiev se convirtió en el principal centro comercial del sudoeste del Imperio. 
En 1892, se construyó la primera línea de tranvía eléctrica en el Imperio ruso en Kiev y en 1894, la línea se extendió hasta Jreshchátyk. El tranvía pasó por la calle durante unos cuarenta años.

### Revolución
Durante el período de caos tras la revolución rusa de 1917, muchos edificios de Jreshchátyk resultaron dañados porque la ciudad cambió de manos muchas veces entre las fuerzas ucranianas, alemanas, polacas y bolcheviques. El 9 de mayo de 1920, el Ejército de Polonia, al mando del General Rydz-Smigly, celebró su captura de Kiev con un desfile ceremonial en Jreshchátyk. Sin embargo, fueron expulsados por la contraofensiva bolchevique en pocas semanas.

### Interbellum

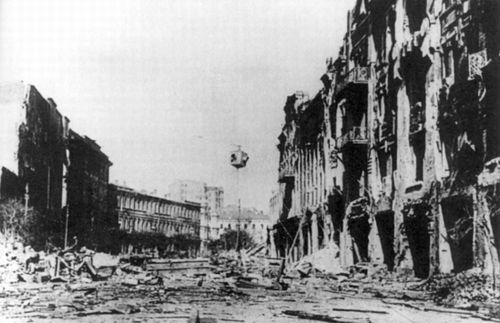
Jreshchátyk resultó muy dañada durante los bombardeos de Kiev en la Segunda Guerra Mundial.

Entre las dos guerras mundiales, Jreshchátyk experimentó un importante desarrollo y reconstrucción. Entre 1923 y 1937, la calle se llamaba en honor a Wacław Worowski, uno de los primeros diplomáticos bolcheviques, asesinado en Suiza. A mediados de la década de 1930 se desmontó el tranvía, y fue sustituido por trolebuses.

### Segunda Guerra Mundial
Durante la Segunda Guerra Mundial, casi todos los edificios de la calle fueron volados con explosivos por las tropas del Ejército Rojo en retirada. En septiembre de 1941, después de que las tropas nazis ocuparan la ciudad, se detonaron explosivos mediante fusibles de radio control desde más de 400 kilómetros de distancia. La demolición de más de trescientos edificios en Jreshchátyk fue la primera operación en la historia donde se usaron explosiones de radio control a larga distancia para propósitos militares. Gran parte de lo que sobrevivió del centro histórico de Kiev fue demolido. Este método sin precedentes de guerra causó el pánico y produjo muchas víctimas entre los ocupantes de la ciudad y su población civil.
Bajo la ocupación alemana, la calle se llamó Eichhornstrasse, en honor a Hermann von Eichhorn, mariscal de campo alemán de la Primera Guerra Mundial y comandante supremo del Grupo de Kiev (Heeresgruppe Kiew) y simultáneamente gobernador militar de Ucrania durante la anterior ocupación alemana, quien fue asesinado en Kiev en 1918.

### Ucrania soviética
Tras la guerra, Jreshchátyk fue reconstruida en las décadas de 1950 y 1960. La calle se ensanchó a 75-100 metros y se construyeron nuevos edificios de estilo neoclásico estalinista. Algunos edificios importantes del nuevo conjunto son el Ayuntamiento de Kiev (Kyivrada), la oficina central de correos (Poshtamt) y la Casa de los Sindicatos (Budýnok Profspilok).
La calle fue una de los primeras lugares de Kiev servidos por el Metro de Kiev en 1960, y tuvo la primera estación de transbordo del sistema cuando abrió la segunda línea en 1976.
El 1 de mayo de 1986, poco días después del accidente nuclear de Chernóbil, las autoridades soviéticas celebraron un tradicional desfile del día 1 de mayo en Jreshchátyk, para "calmar a las personas" y "evitar el pánico" causado por el desastre. Miles de kievitas, incluidos muchos niños, estuvieron expuestos a las dosis peligrosas de radiación. Todas las fotografías de aquella celebración han desaparecido misteriosamente de los Archivos Nacionales de Ucrania.[cita requerida]
A finales de la década de 1980, el porche de la Oficina central de Correos se derrumbó parcialmente durante unas fuertes lluvias, matando a doce personas e hiriendo a varias más. El porche fue reconstruido en los años siguientes según su diseño original.
El 24 de julio de 1990, tuvo lugar la primera izada ceremonial de la bandera de Ucrania en Jreshchátyk, en el gran asta del Ayuntamiento de Kiev. Debido a su ubicación central, la calle se ha convertido en el lugar tradicional de manifestaciones políticas.

### Ucrania independiente

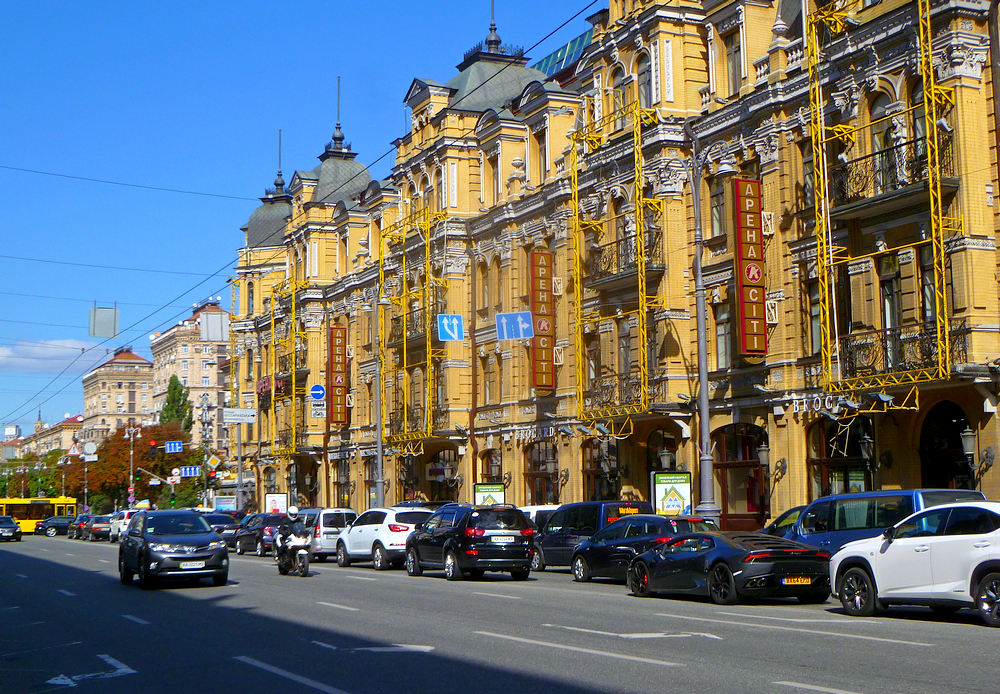
La calle en la actualidad.

Tras la disolución de la Unión Soviética y la independencia de Ucrania, la avenida ganó una mayor importancia como la calle central del país. A finales de la década de 1990, se realizó una reconstrucción, y la mayoría de los edificios se limpiaron cosméticamente, se renovaron estructuralmente y se mejoraron con iluminación de colores. También se instalaron carteles electrónicos modernos y pantallas.
En 2000 y 2001, Jreshchátyk y Maidán Nezalézhnosti fueron el centro de la campaña de protesta masiva conocida como Ucrania sin Kuchma. Presuntamente para evitar a los manifestantes, el alcalde Oleksandr Omelchenko ordenó una importante reconstrucción de la calle, que condujo a la reconstrucción significativa del Maidán Nezalézhnosti, y la construcción de dos grandes centros comerciales subterráneos.
En invierno de 2004, Jreshchátyk y la plaza de la Independencia fueron el centro de las protestas públicas de la revolución naranja. El principal campamento de los manifestantes se situaba en la calle, y muchos edificios de Jreshchátyk sirvieron como lugares provisionales para alimentación y refugio de los manifestantes, incluido el ayuntamiento. En su apogeo, más de un millón de personas de toda Ucrania asistieron a la manifestación.

## Atracciones

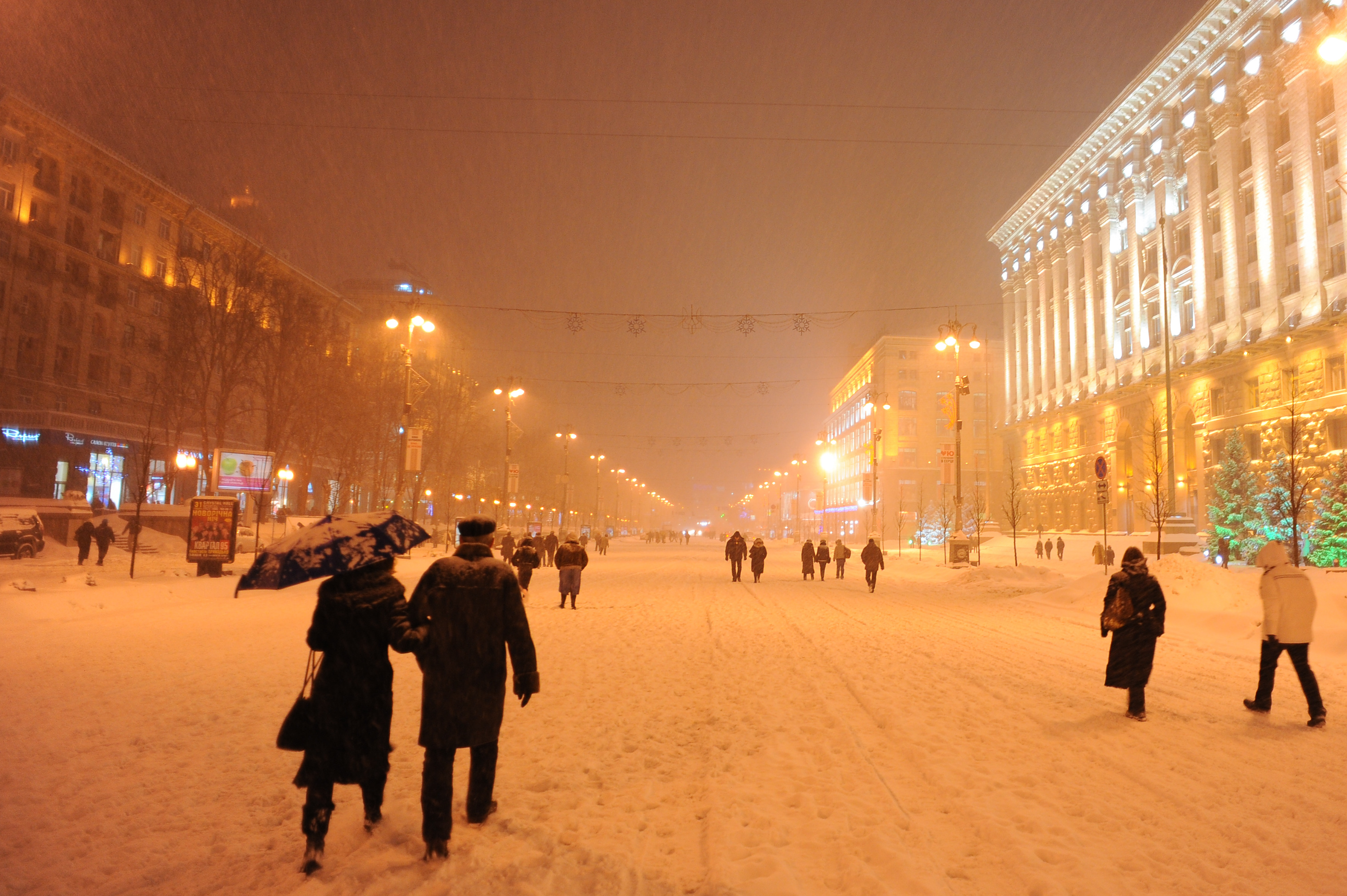
Jreshchátyk de noche durante el invierno

Jreshchátyk es una popular atracción turística. Durante los fines de semanas y fiestas públicas, la calle está cerrada al tráfico rodado y reservada para los peatones.
Jreshchátyk contiene muchas tiendas de lujo, cafeterías y restaurantes.
Estos son los puntos de interés situados en Jreshchátyk (del sudoeste al noreste):
- Plaza Bessarabska, que incluye:
  - Mercado Besarabsky (siglo XIX)
  - "Besarabsky Quarter" (tiendas y oficinas, parte del siglo XIX, contiene el PinchukArtCentre de arte contemporáneo)
  - Metrohrad, centro comercial subterráneo
- Grandes Almacenes Centrales (TsUM)
- El Pasaje de Kiev, una estrecha calle comercial y residencial
- Ayuntamiento de Kiev (Kyivrada)
- Plaza de la Independencia, que incluye:
  - Oficina central de correos (Poshtamt)
  - Sala de Conciertos del Conservatorio de Kiev
  - Globus centro comercial subterráneo, y las ruinas conservadas de la Puerta de Liadski bajo la plaza
  - Hotel Ukrayina (anteriormente llamado Moskvá)
- Plaza Europea ("Yevropeyska Square"), que incluye:
  - Hotel Dnipró
  - Edificio de la agencia de noticias UNIAN
  - Ukrainian House (Ukrayinskyi Dim) sala de conferencias y exhibiciones
  - Edificio de la Filarmónica de Kiev (siglo XIX)
  - Arco de la Amistad de los Pueblos, monumento dedicado a la unificación de Rusia y Ucrania con la firma del Tratado de Pereyáslav

Jreshchátyk es un lugar tradicional de conciertos y festivales al aire libre, y es frecuentado por músicos callejeros. Tienen lugar importantes desfiles y celebraciones en el Día de Kiev (último domingo de mayo), el Día de la Victoria (9 de mayo) y el Día de la Independencia (24 de agosto).

## Edificios importantes
- N.º 2 Ukrainian House
- N.º 4 Edificio de UNIAN
- Nº15 Pasazh
- Nº24 Ministerio de Agricultura
- Nº36 Ayuntamiento de Kiev
- Nº38 Grandes Almacenes Centrales

## Calles y plazas
- Plaza Europea
- Colina Volodýmyrska
- Calle Hrushevsky (Kiev)
- Calle Tryojsvyatýtelska
- Calle Instytutska
- Plaza de la Independencia o, en ucraniano, Maidán Nezalézhnosti
- Calle Arquitecto Horodetsky
- Calle Prorizna
- Calle Lyuteranska
- Calle Jmelnytsky
- Plaza Bessarabska

## Transporte
- Metro de Kiev, ambas estaciones son de transbordo.
  - Estación Maidán Nezalézhnosti / Jreshchátyk - transbordo ( / )
  - Estación Teatralna / Zoloti Vorota - transbordo ( / )